# Катаракт (Вісконсин)
Катаракт (англ. Cataract) — переписна місцевість (CDP) в США, в окрузі Монро штату Вісконсин. Населення — 220 осіб (2020).

## Географія
Катаракт розташований за координатами 44°5′12″ пн. ш. 90°50′18″ зх. д. / 44.08667° пн. ш. 90.83833° зх. д. (44.086735, -90.838414).  За даними Бюро перепису населення США в 2010 році переписна місцевість мала площу 1,54 км², уся площа — суходіл.

## Демографія
Згідно з переписом 2010 року, у переписній місцевості мешкало 186 осіб у 72 домогосподарствах у складі 46 родин. Густота населення становила 121 особа/км².  Було 78 помешкань (51/км²).
Расовий склад населення:
| - 95,7 % — білих - 3,2 % — корінних американців - 1,1 % — чорних або афроамериканців |

До двох чи більше рас належало 0,0 %. Частка іспаномовних становила 0,0 % від усіх жителів.
За віковим діапазоном населення розподілялося таким чином: 23,7 % — особи молодші 18 років, 58,0 % — особи у віці 18—64 років, 18,3 % — особи у віці 65 років та старші. Медіана віку мешканця становила 39,0 року. На 100 осіб жіночої статі у переписній місцевості припадало 124,1 чоловіків;  на 100 жінок у віці від 18 років та старших — 132,8 чоловіків також старших 18 років.
Середній дохід на одне домашнє господарство  становив 52 550 доларів США (медіана — 39 318), а середній дохід на одну сім'ю — 53 138 доларів (медіана — 38 977). За межею бідності перебувало 2,2 % осіб, у тому числі 0,0 % дітей у віці до 18 років та 0,0 % осіб у віці 65 років та старших.
Цивільне працевлаштоване населення становило 74 особи. Основні галузі зайнятості: мистецтво, розваги та відпочинок — 33,8 %, виробництво — 20,3 %, освіта, охорона здоров'я та соціальна допомога — 17,6 %.